# Ernst Steinhauer
Ernst Steinhauer (9 de diciembre de 1925-8 de noviembre de 2005) fue un deportista alemán que compitió para la RFA en piragüismo en la modalidad de aguas tranquilas. Ganó dos medallas en el Campeonato Mundial de Piragüismo.

## Palmarés internacional
| Campeonato Mundial | Campeonato Mundial | Campeonato Mundial | Campeonato Mundial |
| Año                | Lugar              | Medalla            | Evento             |
| ------------------ | ------------------ | ------------------ | ------------------ |
| 1954               | Mâcon (Francia)    | Medalla de oro     | K2 500 m           |
| 1954               | Mâcon (Francia)    | Medalla de bronce  | K2 10 000 m        |